# 單室學校
單室學校曾是19世紀末、20世紀初美國和澳大利亞鄉村常見的學校，只有一個課室。在大部分村落和小鎮學校，所有學生都在同一課室學習，一個老師教授基本科目如閱讀、書寫和算術。

## 歷史
單室學校是鄉村社群及小鎮的中心。許多小鎮的聚會和野餐在那兒舉行。

### 設施
學校設施視乎當地經濟環境。大部分都是簡單的框架結構，有些學校有校鐘於圓頂。在美國的中西部，草皮建築亦有；西南部地區有以石製者，因為當地樹木較少。有些單室學校漆成紅色，但大部分也是白色。
Mission Ridge School是西維吉尼亞州的Mason County早期建立的學校之一。它現在在西維吉尼亞州農田博物館。從該建築物的分析可見，其板和棟木均為手製。除了屋頂和地板的部分，整個建築都用正方形釘子。黑板是塗上黑色顏料的石板瓦。學生通常有獨立的石板以練習寫字。

### 老師
單間學生的老師常為舊生，1940年代的一個肯塔基州學生曾說：「眾老師在同一房間內教學，鄉村學校十分獨特。在冬天，他們早點返校來點爐火，使整所建築充滿溫暖。他們都會充分準備許多事情，午飯會放在爐頂，通常是湯和燉菜。他們待其學生如母雞待小雞——時時刻刻注意其健康和幸福。」

### 制度
一般上學時間是早上9時至下午4時，早午各有15分鐘小息，1小時午飯時段。「較年長的學生負責拿水、帶爐所需的煤或柴。年幼的學生負責擦黑板、帶走擦膠碎和其它他們擔當得到的任務。」

### 交通
住得遠的學生會坐馬車（Kid hack或sulky），甚至坐馬。後期亦有人踏腳踏車。

## 老師的住處
老師通常就住在學校旁，或很近的地方。所有男教師的妻子和家庭可以是學校的管理和支持系統的重要部分。單身的女教師通常分配至跟和當地的的家庭住在一起。

## 合併
1920年代，校車令學生的家和學校距離遠的問題得到解決，於是許多單室學校合為有多個課室的學校。單室學校漸漸消失。特別是二戰之後，除了極偏僻的地方之外，單室學校都被大型學校取代。

## 保留
港口共和學校七號（Port Republic School Number 7）在1932年關掉，40多年沒有使用。1976年Calvert退休教師會（Calvert Retired Teachers Association）的二百週年紀念計劃決定修復該校舍。1977年7月24日修復完成。現在它是該地的旅遊點之一。（页面存档备份，存于）
Winfield, Kansas的西南書院（Southwestern College）有個「單室學校校舍計劃」，將全州的約880所單室學校的資料搜集。
在愛阿華州，過125所單室學校校舍轉為當地的博物館。

## 其他地方單室學校

### 愛爾蘭
在愛爾蘭成為愛爾蘭自由邦前，有全國性的建造國家學校計劃，令在鄉村地區出現大量只有一、兩個室的學校。有不少這類學校仍在使用，有些的規模已大為擴充。部分小型學校能為不想受天主教或英語為主教育的人提供空間。在人煙稀少的鄉村地區，如阿蘭群島，尚有單教師的學校。

### 瑞士
因為適齡學童太少，瑞士當局容許單室學校成立。現時有些單室學校被網上教學取代。

## 著名的單室學校學生
- 羅伯特·孟席斯，前澳大利亞總理
- 蘿拉·英格爾斯·懷爾德（Laura Ingalls Wilder），曾在小說Little House on the Prairie描述過在單室學校的生活
- 吉米·威爾斯，維基百科創始人

## 外部連結
- Calvert County Maryland, Preserved One-room Schoolhouse（页面存档备份，存于）
- One Room School House Project of Southwestern College
- Kentucky單室學校
- Historic Mission Ridge One-room School
- 單室學校博物館（愛荷華大學）
- Former Mt. Lonarch school，在澳大利亞維多利亞州
- 美國的單室學校